# IC 3774
IC 3774 је спирална галаксија у сазвјежђу Ловачки пси која се налази на листи објеката дубоког неба у Индекс каталогу.
Деклинација објекта је + 36° 17' 17" а ректасцензија 12h 47m 1,0s. Привидна величина (магнитуда) објекта IC 3774 износи 15,7 а фотографска магнитуда 16,5. IC 3774 је још познат и под ознакама UGC 7947, MCG 6-28-29, PGC 43117.